# Jean Gabilly
Jean Gabilly, né à Saint-Pardoux le 24 avril 1930 et mort à Poitiers le 28 avril 2008, est un géologue français, stratigraphe et paléontologue, célèbre pour sa méthodologie rigoureuse en biostratigraphie d’échantillonnage et d’analyse « banc par banc ». 

## Biographie sommaire
Jean Gabilly a effectué toute sa carrière à la faculté des sciences de l'université de Poitiers, comme professeur de géologie où il a dirigé de nombreuses thèses et diplômes. Jean Gabilly a aussi exercé les fonctions de vice-président de la Société géologique de France. Par ailleurs, il a collaboré au « Service de la carte géologique » du Bureau de recherches géologiques et minières en réalisant de nombreuses cartes géologiques du seuil du Poitou.
Jean Gabilly a été titulaire, en 1979, du principal prix français de Géologie, le Prix François Fontannes, attribué tous les deux ans par la Société géologique de France depuis 1889.
Ses recherches, basées sur l'évolution des ammonites, lui ont permis, entre autres, de réaliser une biozonation de référence de l’étage Toarcien (Jurassique inférieur), en particulier dans la région du stratotype initial de Thouars en région Poitou-Charentes.
Un nom de genre d'ammonites lui a été dédié : Gabillytes Guex, 1971, de la famille des Dactylioceratidae.

## Publications
Parmi ses publications :
- Jean Gabilly, Les étapes de la transgression liasique dans le nord des Deux-Sèvres, « Travaux de l’Institut de Géologie et d’Anthropologie Préhistorique de la Faculté des Sciences », Poitiers, t. 1, 1957, p. 13-60
- Jean Gabilly, Stratigraphie et limites de l’étage toarcien à Thouars et dans les régions voisines, Colloque du Jurassique, Luxembourg, 1962, Compte-rendu Mémoires de l’Institut Grand-ducal, Section sciences naturelles, physiques et mathématiques, Luxembourg, 1964, p. 193-201
- Jean Gabilly, Le Toarcien du Poitou. Biostratigraphie de la région du stratotype. Évolution des Hildocerataceae (Ammonita), Poitiers, Thèse d’État en Sciences  naturelles, 1973, no 178
- Jean Gabilly, Le Toarcien à Thouars et dans le centre-ouest de la France : biostratigraphie, évolution de la faune (Harpoceratinae-Hildoceratinae), « Les Stratotypes Français », no 3, Centre National Recherche Scientifique, Paris, 1976, 217 p.
- Jean Gabilly, Le Rôle des géologues dans la connaissance du milieu régional, Colloque organisé par l'Université de Poitiers, 14-16 octobre 1981, Poitiers, Université, 1981
- Jean Gabilly, Élie Cariou et Pierre Hantzpergue, Les grandes discontinuités eustatiques, biologiques et sédimentaires, Bulletin de la Société Géologique de France, Paris, série 8, tome I, volume 3, 1985, p. 391-401
- Jean Gabilly, Élie Cariou et Pierre Hantzpergue, Le détroit du Poitou au Jurassique: Mythe ou réalité paléogéographique?, Bulletin de la Section des Sciences, Paris, tome IX, 1985, p. 141-159,  (ISBN 2-7355-0106-X)
- Jean Gabilly, Élie Cariou et alii, Guides géologiques régionaux, Poitou-Vendée-Charentes, Masson, 2e éd., Paris, 1997, 223 p.,  (ISBN 2-225-82973-X)